# Euphorbia terracina
Euphorbia terracina L. es una especie de fanerógama perteneciente a la familia de las euforbiáceas.

## Descripción
E.terracina es una planta de hasta 65 cm de altura. Se trata de una planta anual, herbácea. El tallo es simple o ramificado desde la parte inferior y presentando en la parte superior numerosas ramitas de la inflorescencia dispuestas como las varillas de una sombrilla. Las hojas que crecen a lo largo de los tallos son alternas, sésiles o casi sésiles, angostas, de hasta 4 cm de largo, con el ápice agudo; se presentan varias de estas hojas agrupadas en la base de las ramitas de la inflorescencia; las hojas que se encuentran más arriba, ya propiamente en la inflorescencia, son opuestas, más cortas y anchas.  Las ramitas de la inflorescencia son generalmente más de 5 dispuestas, como ya se dijo, como las varillas de una sombrilla, hacia arriba se dividen cada una en 2 ramitas y cada una de éstas puede a su vez dividirse en 2. En cada una de estas divisiones y acompañadas de un par de hojas opuestas es donde se ubican las flores.
Las flores de estas plantas se encuentran muy modificadas, la estructura que parece una flor, es decir la que lleva el ovario y los estambres, es en realidad una inflorescencia llamada ciatio, que en su interior lleva numerosas flores masculinas (representadas exclusivamente por estambres desnudos) y una flor femenina (representada por un ovario con 3 estilos, el ovario sobre una larga columna); estos ciatios son ampliamente campanulados con 4 glándulas aplanadas que presentan en los extremos un par de cuernos largos y delgados. El fruto es una cápsula trilobada, lisa o ligeramente rugosa, al madurar se separa en 3 partes y cada una se abre para dejar salir su única semilla, éstas lisas, casi cilíndricas, de color blanco, amarillento, gris o café, a veces con pequeños puntos de color más oscuro, con una protuberancia amarilla muy evidente. La raíz es gruesa y larga, a veces con tallos subterráneos (rizomas).
Características especiales: Presenta látex.

## Hábitat
Ruderal o arvense; en otros países con frecuencia en suelos arenosos cercanos al mar. Se encuentra hasta los 2300 m s. n. m.

## Distribución
Es de amplia distribución en Macaronesia, región mediterránea y probablemente nativa en las Islas Canarias. Se ha naturalizado en algunas otras partes del mundo, como Estados Unidos y en Australia.

## Taxonomía
Euphorbia terracina fue descrita por Carlos Linneo y publicado en Species Plantarum, Editio Secunda 1: 654. 1762.
Etimología
Euphorbia: nombre genérico que deriva del médico griego del rey Juba II de Mauritania (52 a 50 a. C. - 23), Euphorbus, en su honor – o en alusión a su gran vientre –  ya que usaba médicamente Euphorbia resinifera. En 1753 Carlos Linneo asignó el nombre a todo el género.
terracina: epíteto que alude a la región de Terracina, en el sur de Italia.
Sinonimia
| - Euphorbia abortiva Porta - Euphorbia carullae Sennen - Euphorbia halacsyi Formánek - Euphorbia lacaitae Sennen - Euphorbia modesta Boiss. - Euphorbia obliquata Forssk. - Euphorbia panacea Webb - Euphorbia provincialis var. latifolia Boiss. - Euphorbia provincialis var. retusa Boiss. - Euphorbia provincialis Willd. - Euphorbia ramosissima Loisel. - Euphorbia seticornis Poir. - Euphorbia valentina Gómez Ortega - Tithymalus heterophyllus Bubani - Tithymalus terracinus (L.) Klotzsch & Garcke - Lophobios terracina (L.) Raf. (1838). - Esula terracina (L.) Fourr. (1869). - Euphorbia italica Lam. (1788). - Euphorbia obtusifolia Lam. (1788). - Euphorbia heterophylla Desf. (1798), nom. illeg. - Euphorbia italica G.Tineo (1802), nom. illeg. - Euphorbia neapolitana Ten. (1811). | - Esula valentina (Ortega) Haw. (1812). - Euphorbia diversifolia Poir. in J.B.A.M.de Lamarck (1812). - Euphorbia alexandrina Delile (1813). - Euphorbia affinis DC. in J.B.A.M.de Lamarck & A.P.de Candolle (1815). - Euphorbia trapezoidalis Viv. (1824). - Euphorbia leiosperma Sibth. & Sm. (1825). - Euphorbia linaria Link in L.C.von Buch (1828). - Euphorbia rhombea Willd. ex Link in C.L.von Buch (1828). - Euphorbia ehrenbergii Sweet (1830), nom. nud. - Euphorbia tenuicuspis Guss. ex Rchb. (1832). - Keraselma diversifolia (Poir.) Raf. (1838). - Keraselma diversifolium (Poir.) Raf. (1838). - Keraselma provinciale (Willd.) Raf. (1838). - Keraselma provincialis (Willd.) Raf. (1838). - Euphorbia panacea Webb & Berthel. (1847). - Tithymalus panaceus (Webb & Berthel.) Klotzsch & Garcke (1860). - Tithymalus trapezoidalis (Viv.) Klotzsch & Garcke (1860). - Euphorbia purpurascens Salzm. ex Ball (1878), pro syn. - Euphorbia verna Salzm. ex Ball (1878), pro syn. - Euphorbia garrullae Sennen (1921 publ. 1922), nom. nud. - Euphorbia cyprianii Maire & Sennen in Sennen (1936). - Euphorbia mendax Maire & Wilczek (1936). |

## Nombre común
- Castellano: lechera, lechetrezna , lechitierna, rechitierna de sombrilla, rechitiernas.[3]